# تشاوشي (خورموج)
تشاوشي (بالفارسية: چاوشی) هي قرية تقع في إيران في قسم خورموج الريفي. يقدر عدد سكانها بـ 630 نسمة بحسب إحصاء 2016.